# Узедом, Гвидо фон
Гви́до фон У́зедом (нем. Guido von Usedom; 2 октября 1854, Переславское, Зеленоградский городской округ — 24 февраля 1925, Шверин, Свободное государство Мекленбург-Шверин) — немецкий адмирал (1910) и турецкий мушир (маршал; 1914), главный немецкий военный советник на турецком флоте в ходе Первой мировой войны, главнокомандующий обороной проливов Босфор и Дарданеллы.

## Биография
Родился в 1854 году в Квандиттене (Восточная Пруссия) в семье лейтенанта Куно фон Узедома (1804—1855). Был выходцем из дворянской семьи фон Узедом, известной по документам с середины XIII века. Семья имела отдалённое славянское происхождение, происходила с острова Узедом, а начиная с XIV века владела поместьями на расположенном неподалёку острове Рюген, большую часть которых единственная наследница старшей, титулованной ветви рода, графиня Хильдегарда фон Узедом была вынуждена продать из-за своей расточительности в самом конце XIX столетия.
В 1871 году Гвидо фон Узедом поступил офицером на немецкий флот. Некоторое время он служил адъютантом принца Генриха Прусского. С 1895 года служил командиром посыльного судна. Менее чем через год получил под своё командование броненосец «Хаген». Спустя ещё два года стал командиром большого крейсера «Герта». В 1899 году был произведён в капитаны 1-го ранга (морские капитаны, de:Kapitän zur See).

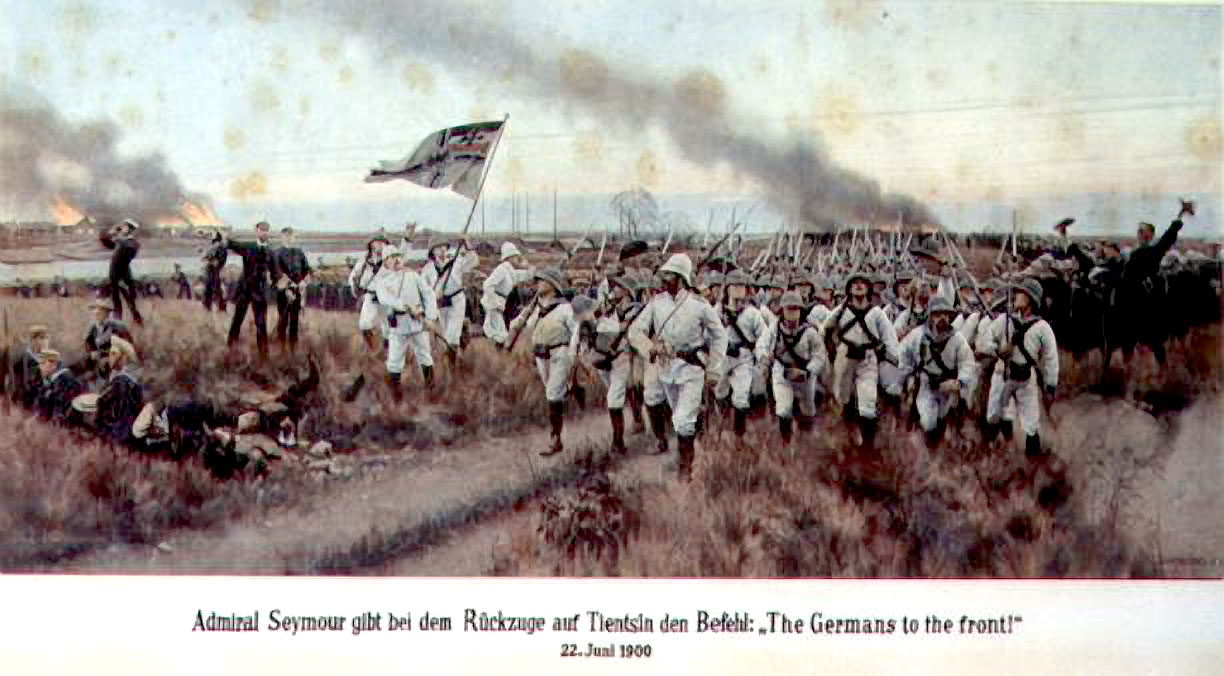
Солдаты Узедома в ходе боёв на подступах к Пекину

Во время экспедиции европейских держав по подавлению Ихэтуаньского восстания в Китае, фон Узедом совершил на «Герте» переход в Восточную Азию. Там, по приказу союзного командующего — британского адмирала Эдварда Сеймура, фон Узедом возглавил батальон добровольцев из числа военных моряков численностью около 500 человек, которому было поручено сойти на берег и взять на себя охрану европейских дипломатических миссий в Пекине.
Во главе своих моряков Узедом участвовал в наступлении на занятый повстанцами Пекин и сыграл важную роль в успехе союзников. За заслуги, проявленные при подавлении Ихэтуаньского восстания, был награждён орденом «Pour le Mérite» (1902).
По возвращении в Европу, Узедом в 1902—04 годах служил командиром личной яхты кайзера Вильгельма II «Гогенцоллерн». В 1906 году был назначен директором Военно-морской верфи в Киле. Ещё 1905 году был повышен до контр-адмирала, в 1908 году — до вице-адмирала, с 1910 года — адмирал.
В августе 1914 года Узедом был отправлен в Константинополь во главе более 500 немецких моряков, в задачи которых входило как консультирование турецких морских офицеров, так и непосредственно оборона Босфора и Дарданелл. По договорённости между немецким и турецким правительствами, фон Узедом был назначен руководить обороной проливов, которым с двух сторон угрожали британский, французский и русский флоты.
Впрочем, человеческие и материальные ресурсы, имевшие в распоряжении Узедома для решения этой стратегической задачи, были весьма ограничены. Не имея достаточно количества солдат для укомплектования гарнизонов всех фортов, оборонявших проливы, Узедом ограничился обороной лишь наиболее важных фортов, в особенности расположенных поблизости от входов в проливы. Ему также удалось сконцентрировать тяжёлую артиллерию в наиболее важных фортах и заминировать морскими минами вход в проливы. На этих минах в ходе Дарданелльской операции подорвались и затонули французский линкор «Буве» и два британских линкора.
Тем не менее, британцам и французам удалось организовать масштабную высадку своих войск в Галлиполи. В ходе последовавшей сухопутной Дарданелльской операции решающая роль принадлежала уже не адмиралу Узедому, а главе немецких военных советников в турецкой армии генералу Отто Лиману фон Сандерсу.
Тем не менее, Узедом оставался в Турции до конца войны и активно принимал участие в боевых действиях. В 1918 году он вышел в отставку и вернулся в Германию.
Скончался в 1925 году в Шверине.